# Llista d'alcaldes de la Llagosta
Relació històrica d'alcaldes de La Llagosta, des de la seva segregació de Sant Fost de Campsentelles (1936) fins a l'actualitat:
| Núm.                                                   |  | Alcalde                            | Inici mandat           | Fi de mandat           | Partit polític | Partit polític                          |
| ------------------------------------------------------ |  | ---------------------------------- | ---------------------- | ---------------------- | -------------- | --------------------------------------- |
| 1                                                      |  | Josep Sisó i Pons                  | 24 de novembre de 1936 | 21 de febrer de 1937   |                | Unió de Rabassaires                     |
| 2                                                      |  | Joan Sariol i Castellà             | 21 de febrer de 1937   | 30 de setembre de 1938 |                | Esquerra Republicana de Catalunya       |
| 3                                                      |  | Andreu Ricart i Bonàs              | 30 de setembre de 1938 | 16 d'octubre de 1938   |                |                                         |
| 4                                                      |  | Pere Monràs i Pagès                | 16 d'octubre de 1938   | 26 de gener de 1939    |                | Esquerra Republicana de Catalunya       |
| Reagrupació amb Sant Fost de Campsentelles (1939-1944) |  |                                    |                        |                        |                |                                         |
| 5                                                      |  | Marc Mogas i Ventura               | 30 d'octubre de 1944   | 27 de juny de 1949     |                | Dictadura Franquista                    |
| 6                                                      |  | Salvador Sariol i Grau             | 27 de juny de 1949     | 12 de juny de 1950     |                | Dictadura Franquista                    |
| 7                                                      |  | Josep Marjanet i Ricart            | 12 de juny de 1950     | 14 de juny de 1958     |                | Dictadura Franquista                    |
| 8                                                      |  | Joan Pagès i Gabarra               | 14 de juny de 1958     | 10 d'agost de 1967     |                | Dictadura Franquista                    |
| 9                                                      |  | Antoni Morral i Dulcet             | 10 d'agost de 1967     | 19 de novembre de 1975 |                | Dictadura Franquista                    |
| 10                                                     |  | Melcior Sayeras i Vilardell        | 19 de novembre de 1975 | 19 d'abril de 1979     |                | Dictadura Franquista                    |
| 11                                                     |  | Francisco Javier Serrano i Postigo | 19 d'abril de 1979     | 16 de juliol de 1982   |                | Partit Socialista Unificat de Catalunya |
| 12                                                     |  | Juan Alfaro i Iniesta              | 22 de juliol de 1982   | 7 de maig de 1983      |                | Partit Socialista Unificat de Catalunya |
| 13                                                     |  | José Luis López i Segura           | 23 de maig de 1983     | 22 de novembre de 2002 |                | Partit dels Socialistes de Catalunya    |
| 14                                                     |  | Adelino José Macías i González     | 5 de desembre de 2002  | 25 de maig de 2003     |                | Partit dels Socialistes de Catalunya    |
| 15                                                     |  | Antonio Rísquez i Caballero        | 14 de juny de 2003     | 21 de maig de 2011     |                | Partit dels Socialistes de Catalunya    |
| 16                                                     |  | Alberto López Rodríguez            | 11 de juny de 2011     | 22 de maig de 2015     |                | Iniciativa per Catalunya Verds          |
| 17                                                     |  | Oscar Sierra Gaona                 | 13 de juny de 2015     | En el càrrec           |                | Partit dels Socialistes de Catalunya    |